# رضا العميل
رضا العملاء هو مصطلح تجاري، وهو النتيجة الإيجابية التي يظهرها العملاء تجاه المنتجات والخدمات والتجارب التي تقدمها الشركة لتحقيق أو تجاوز توقعات الزبون. وينظر إليه على أنه مؤشر الأداء الرئيسي داخل قطاع الأعمال وجزء من المنظورات الأربعة من سجل الأداء المتوازن.
في السوق التنافسية حيث الشركات تتنافس على العملاء، رضا العملاء يعتبر أهم عوامل تميزها وعلى نحو متزايد أصبح عنصرا أساسيا في إستراتيجية أعمالها.
هناك مجموعة كبيرة من الكتابات التجريبية التي تثبت فوائد رضا العملاء بالنسبة للشركات.

## قياس رضا العملاء
هناك اهتماما متزايدا من المنظمات بالحفاظ على العملاء الحاليين، بينما تستهدف غير العملاء؛  قياس رضا العملاء مؤشرا لمدى نجاح المنظمة في تقديم المنتجات والخدمات إلى السوق.
رضا العملاء هو مفهوم غامض ومجرد، والمظهر الفعلي لدرجة الارتياح سوف يختلف من شخص لآخر، ومن منتج/خدمة إلى منتج/خدمة. حالة الارتياح تعتمد على عدد من المتغيرات النفسية والجسدية على حد سواء التي تترابط مع سلوكيات الارتياح مثل العودة ومعدل التوصية. مستوى الرضا يمكن أن يختلف تبعا لخيارات أخرى لدى الزبون وتبعا للمنتجات الأخرى التي يمكن للعميل مقارنتها بمنتجات المنظمة.
لأن الارتياح هو أساسا حالة نفسية، ينبغي توخي الحذر في الجهود المبذولة للقياس الكمي، على الرغم من نمو كمية كبيرة من البحوث في هذا المجال في الآونة الأخيرة. العمل الذي قام به بيري (بارت ألين) وبرودور بين 1990 و 1998 عرف عشر من 'قيم الجودة، التي تؤثر في سلوك الارتياح، وزادها توسعا بيري في عام 2002 والمعروفة باسم المجالات العشرة للارتياح. هذه المجالات العشرة من الارتياح تشمل ما يلي: الجودة والقيمة، وحسن التوقيت، والكفاءة، وسهولة الوصول، والبيئة، والعمل الجماعي المشترك بين الإدارات، وسلوكيات خدمة خط الجبهة، والالتزام للعملاء والابتكار. هذه العوامل تؤكد على التحسين المستمر والتغيير التنظيمي والقياس وغالبا ما تستخدم لتطوير بنية لقياس الرضا كنموذج متكامل. العمل الذي قام به باراسورامان، زيثامل وبيري (ليونارد لام)  بين 1985 و 1988 يوفر الأساس لقياس رضا العملاء مع الخدمة باستخدام الفجوة بين توقعات العملاء عن الأداء وتصوراتهم عن الأداء. ويوفر هذا كيال للارتياح «الفجوة» والذي هو موضوعي وكمي في طبيعته. العمل الذي قام به كرونين وتايلور يعرض نظرية «التأكيد / عدم الـاكيد» لضم «الثغرة» التي وصفها باراسورمان، زيثمال وبيري كاثنين من القياسات المختلفة (التصور والأداء المتوقع) في قياس واحد للأداء وفقا للتوقعات. وفقا لGarbrand، رضا العملاء يساوي تصور الأداء مقسوما على توقعات الأداء.
القياسات المعتادة لرضا العملاء تنطوي على مسح  لمجموعة من البيانات باستخدام تقنيات ليكرت أو الحجم. العميل يطلب منه تقييم كل بيان عن طريق تصورهم وتوقعات الأداء للمنظمة التي يتم قياسها.

## منهجيات
مؤشر رضا العميل الأمريكي (ACSI) هو معيار علمي من رضا العملاء. البحوث الأكاديمية قد أظهرت أن نتيجة ACSI العالمية تمثل مؤشرا قويا على نمو الناتج المحلي الإجمالي، ومؤشرا أقوى على نمو الإنفاق الاستهلاكي الشخصي (نفقات الاستهلاك الشخصي). على مستوى الاقتصاد الجزئي، أثبتت البحوث أن بيانات ACSI تتنبأ بأداء سوق الأسهم، سواء بالنسبة لمؤشرات السوق وبالنسبة للشركات المتداولة بشكل فردي. نتائج أكثر لـ ACSI قد عرضت للتنبؤ بالولاء وتوصيات المتبادلة، وسلوك الشراء. وACSI يقيس رضا العملاء سنويا لأكثر من 200 شركة في 43 صناعة و 10 القطاعات الاقتصادية. بالإضافة إلى التقارير فصلية، يمكن تطبيق منهجية ACSI لشركات القطاع الخاص والوكالات الحكومية من أجل تحسين الولاء ونية شراء. شركتان حصلتا على ترخيص لتطبيق المنهجية للACSI لكلا القطاعين العام والخاص: مجموعة شركة CFI  تطبق منهجية ACSI حاليا، و Foresee Results نسخة محفوظة 23 فبراير 2010 على موقع واي باك مشين. تطبق ACSI على مواقع الإنترنت وغيرها من المبادرات
ونموذج كانو هو نظرية لتطوير المنتجات ورضا العملاء وضع في 1980s على يد البروفيسور نورياكي كانو وهو يصنف ما يفضله العملاء إلى خمس فئات: جذاب، ذا بعد واحد، ويجب أن، غير مختلفين، وعكس الاتجاه. نموذج كانو يقدم بعض التبصر في سمات المنتجات التي ينظر إليها على أنها هامة للعملاء. كانو أنتجت أيضا منهجية لرسم خرائط ردود المستهلكين على الاستبيانات على نموذجه.
SERVQUAL أو RATER هو إطار لجودة الخدمة والذي أدمج استقصاءات رضا العميل (على سبيل المثال، البارومتر رضا العملاء النرويجيين المنقح للإشارة إلى الفجوة بين توقعات العملاء والخبرات السابقة.
باور وشركاه قدموا قياس آخر لرضا العملاء، وتشتهر على مستوى مجال الإيرادات وترتيب صناعة السيارات. بحوث التسويق لباور وشركاه تتكون أساسا من الدراسات الاستقصائية للمستهلك وهي معروفة علنا لقيمة جوائز منتجاتها.
أبحاث أخرى، وشركات الاستشارات لديها الحلول لرضا العملاء كذلك. وتشمل هذه عملية أي تي كيرني لمراجعة حسابات رضا العملاء ، والتي تتضمن مراحل إطار التميز وتتضمن ما يساعد على تحديد وضع الشركة من ثمانية أبعاد حرجة محددة.

## تحسين رضا العملاء
المعايير المتبعة المنشورة لمساعدة المنظمات على تطوير مستوياتها الحالية من رضا العملاء. معهد خدمة العملاء الدولي (TICSI) الشريك الحصري لشركة ايثوس للاستشارات أصدر معايير خدمة العملاء العالمية (TICSS). TICSS تمكن المؤسسات من تركيز اهتمامها على تحقيق التفوق في إدارة خدمة العملاء، بينما في الوقت نفسه توفير تعريف للنجاح من خلال نظام ثالث للتسجيل. TICSS يركز على اهتمام المنظمة على زيادة رضا العملاء عن طريق مساعدة المنظمة من خلال جودة الخدمة النموذجية.
نموذج TICSS لجودة الخدمة يستخدم الخمس الآتية: السياسات والعمليات، والناس والأماكن والمنتجات/الخدمات {0ك}قياس للأداء. تنفيذ معيار خدمة العملاء ينبغي أن يؤدي إلى مستويات أعلى من رضا العملاء، وهذا بدوره يؤثر على الاحتفاظ بالعميل وولاء العملاء.

## وصلات خارجية
- المعهد الدولي لخدمة العملاء
- ايثوس للاستشارات